# Manfred Geyer
Manfred Geyer (ur. 23 maja 1951 w Altenfeldzie) – niemiecki biathlonista reprezentujący NRD, brązowy medalista olimpijski i dwukrotny medalista mistrzostw świata.

## Kariera
Pierwszy sukces w karierze osiągnął w 1972 roku, kiedy na mistrzostwach świata juniorów w Linthal zdobył brązowy medal w sztafecie. Na rozgrywanych rok później  mistrzostwach świata w Lake Placid razem z Dieterem Speerem, Herbertem Wiegandem i Güntherem Bartnickiem zdobył kolejny brązowy medal.
W 1976 roku wystartował na igrzyskach olimpijskich w Innsbrucku, razem z Karlem-Heinzem Menzem, Frankiem Ullrichem i Manfredem Beerem zajmując trzecie miejsce w sztafecie. Wystąpił też w biegu indywidualnym, kończąc rywalizację na dwunastej pozycji. Wynik ze sztafety powtórzył też podczas mistrzostw świata w Vingrom w 1977 roku, gdzie sztafeta NRD wystąpiła w składzie: Manfred Beer, Klaus Siebert, Frank Ullrich i Manfred Geyer. Był też między innymi szósty w biegu indywidualnym na mistrzostwach świata w Anterselvie w 1975 roku.
Zdobył też dwa medale na mistrzostwach NRD: w sztafecie w 1972 roku i sprincie w 1976 roku.
Po zakończeniu kariery pracował jako trener. W latach 1976–2003 był trenerem w Oberhofie, w latach 2004-2010 prowadził reprezentację Szwajcarii, a następnie Korei Południowej.

## Osiągnięcia

### Igrzyska olimpijskie
| Rok  | Miejscowość | Konkurencje | Konkurencje | Konkurencje | Konkurencje | Konkurencje | Konkurencje | Konkurencje |
| Rok  | Miejscowość | IN          | SP          | PU          | MS          | RL          | MR          | SR          |
| ---- | ----------- | ----------- | ----------- | ----------- | ----------- | ----------- | ----------- | ----------- |
| 1976 | Innsbruck   | 12.         | nd.         | nd.         | nd.         | 3.          | nd.         | –           |

### Mistrzostwa świata
| Rok  | Miejscowość | Konkurencje | Konkurencje | Konkurencje | Konkurencje | Konkurencje | Konkurencje | Konkurencje |
| Rok  | Miejscowość | IN          | SP          | PU          | MS          | RL          | MR          | SR          |
| ---- | ----------- | ----------- | ----------- | ----------- | ----------- | ----------- | ----------- | ----------- |
| 1973 | Lake Placid | –           | –           | nd.         | nd.         | 3.          | nd.         | –           |
| 1974 | Mińsk       | 11.         | 42.         | nd.         | nd.         | 4.          | nd.         | –           |
| 1975 | Anterselva  | 6.          | 10.         | nd.         | nd.         | 4.          | nd.         | –           |
| 1977 | Vingrom     | 11.         | 14.         | nd.         | nd.         | 3.          | nd.         | –           |
| 1978 | Hochfilzen  | –           | 15.         | nd.         | nd.         | –           | nd.         | –           |

### Puchar Świata

#### Miejsca w klasyfikacji generalnej
| Sezon     | Miejsce |
| --------- | ------- |
| 1977/1978 | ?       |

#### Miejsca na podium chronologicznie
Geyer nigdy nie stanął na podium zawodów PŚ.